# مانويل توريزو

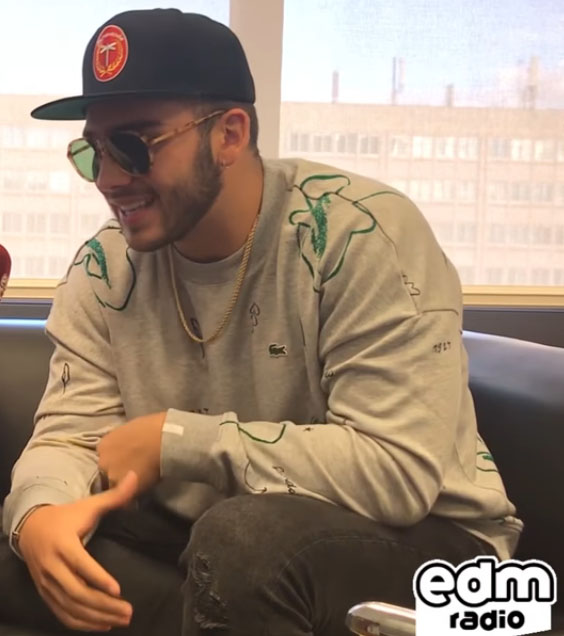

مانويل توريزو زاباتا (بالإسبانية: Manuel Turizo)‏ (مونتيريا ، كولومبيا ؛ 12 أبريل 2000) ، المعروف باسم MTZ ، هو مغني كولومبي من النوع الحضري.
معروف شعبيا بأنه شقيق جوليان الذي جعله معروفا ووسع مسيرته المهنية في أمريكا اللاتينية وكذلك في الدول الأوروبية مثل إسبانيا . بحلول يونيو 2017 ، وصل الفيديو الرسمي للأغنية إلى مليار مشاهدة على YouTube .

## روابط خارجية
- مانويل توريزو على موقع IMDb (الإنجليزية)
- مانويل توريزو على موقع ميوزك برينز (الإنجليزية)
- مانويل توريزو على موقع أول ميوزيك (الإنجليزية)
- مانويل توريزو على موقع ديسكوغز (الإنجليزية)